# Kňaz Suvorov
Kňaz Suvorov (rusky Князь Суворов, v češtině též Kníže Suvorov) byla jedna z bitevních lodí třídy Borodino typu predreadnought postavených pro ruské carské námořnictvo na začátku dvacátého století. Dokončena byla po začátku rusko-japonské války v roce 1904 a stala se vlajkovou lodí viceadmirála Rožestvenského, velitele druhé eskadry tichooceánského loďstva. Na Dálný východ byla poslána několik měsíců po dokončení, aby prolomila japonskou blokádu Port Arthuru. Japonci ale přístav dobyli zatímco eskadra byla na cestě, takže se cíl ruských lodí změnil na Vladivostok. Během bitvy u Cušimy 27. května 1905 loď vypadla z bojové linie poté, co její můstek zasáhl granát, který zabil kormidelníka a zranil kapitána i Rožestvenského. Kňaz Suvorov byl nakonec torpédován a potopen japonskými torpédovými čluny; kromě 20 zraněných důstojníků evakuovaných torpédoborcem nikdo z námořníků nepřežil.